# Institut Alan Turing
L'Institut Alan Turing és l'institut nacional de ciència de dades i d'intel·ligència artificial del Regne Unit, fundat l'any 2015. Està nomenat en honor d'Alan Turing, el matemàtic i pioner de la computació britànic.

## Governança
L'Institut Alan Turing és una organització legal privada que opera sense finalitats de lucre. És una iniciativa conjunta entre la Universitat de Cambridge, la Universitat d'Edimburg, la Universitat d'Oxford, la Universitat College de Londres (UCL) i la Universitat de Warwick, seleccionades sobre la base de l'avaluació per experts. L'any 2018, l'institut va ser acompanyat per altres vuit socis d'aquestes universitats: la Universitat Queen Mary de Londres, la Universitat de Leeds, la Universitat de Manchester, la Universitat de Newcastle, la Universitat de Southampton, la Universitat de Birmingham, la Universitat d'Exeter i la Universitat de Bristol. El Consell de la Recerca d'Enginyeria i Ciències Físiques (EPSRC), el principal finançador de l'institut, n'és també membre.
La responsabilitat primària per a l'establiment de l'institut Alan Turing, ha estat assignada a la EPSRC, amb la participació constant de la conformació de l'Institut des del Departament de Negocis, l'Energia i l'Estratègia Industrial (BEIS) i l'Oficina del Govern per a la Ciència. El President de l'Institut Alan Turing, nomenat al juny de 2015, és Howard Covington; el Director de l'Institut i el Director Executiu, nomenat l'any 2018, és Sir Adrian Smith.

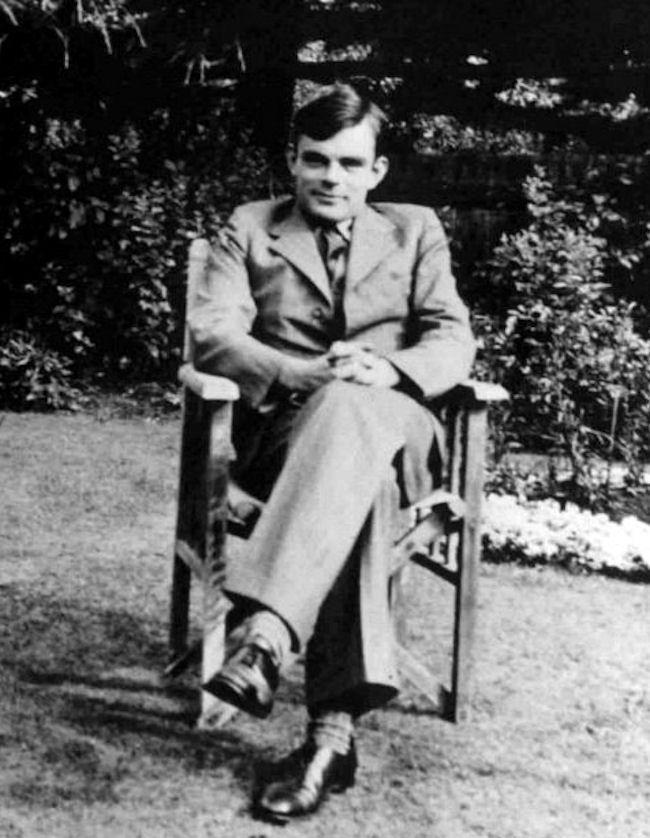
L'Institut és nomenat en honor d'Alan Turing, sovint considerat el pare de la Ciència de la computació.

## Ubicació
Simultàniament amb la selecció del seu fundador, les universitats, l'EPSRC va iniciar un procés per trobar una ubicació. El lloc seleccionat va ser la Biblioteca Britànica de Londres. Això va ser anunciat pel ministre d'Hisenda, el 4 de desembre de 2014, com una part clau del Barri del Coneixement (Knowledge Quarter). L'institut Alan Turing es troba dins de l'actual edifici de la Biblioteca Britànica i es preveu que ocuparà un nou local en un desenvolupament planificat de l'espai entre l'Institut Francis Crick i la Biblioteca Britànica.

## Origen i història
L'Institut Alan Turing és el producte indirecte d'una carta del Consell de Ciència i Tecnologia (CST) per al Primer Ministre del Regne Unit (7 de juny de 2013), que descriu l' "Edat d'Algorismes". La carta presenta que "El Govern, en col·laboració amb les universitats i la indústria, ha de crear un Centre Nacional per promoure la recerca avançada i el treball de traducció en algorismes i l'aplicació de la ciència de dades ".
El finançament per a la creació de l'Institut va venir dels £600 milions (Lliura esterlina) de la inversió per les '8 Grans Tecnologies', i específicament de l'anomenat 'big data', assenyalat pel Govern del Regne Unit l'any 2013 i anunciat per George Osborne, ministre d'Hisenda, al pressupost del 2014. El gruix de la inversió en 'big data' s'ha dirigit a la infraestructura de còmput. De la resta, £42m han estat assignats a l'Institut per cobrir el període inicial de cinc anys del seu funcionament. Les cinc universitats fundadores han contribuït amb £5m per a l'Institut. El finançament addicional de la indústria, les fundacions i òrgans del govern ja s'ha indicat.
L'Institut encaixa en un complex paisatge organitzatiu que inclou l'Open Data Institute, el Digital de la Catapulta i les inversions en infraestructura. El paper específic de l'Institut serà proporcionar l'experiència i la recerca fonamental en les matemàtiques i els algorismes necessaris per a resoldre problemes del món real.